# Bashkim Shehu
Bashkim Shehu (Tirana, 1955. június 22. –) albán író.
1975-től 1980-ig a Tiranai Egyetemen tanult irodalmat. 1981-ig az albán Nemzeti Filmművészeti Központban dolgozott forgatókönyvíróként. Abban az időben apja, Mehmet Shehu Albánia miniszterelnöke volt.
Ez a kapcsolat lehetővé tette számára, hogy hozzáférjen a kommunista rezsim által betiltott irodalmi művekhez. Az, hogy megismerte ezeket a műveket, késztette arra, hogy író legyen. Első munkája 1977-ben jelent meg, és 1981-ig a Nemzeti Filmművészeti Központ forgatókönyvírójaként dolgozott.
Abban az évben Enver Hoxha azzal vádolta az apját, hogy külföldi ügynök volt. Az idősebb Shehut decemberben holtan találták, Bashkimot pedig tíz év börtönre ítélték felforgató propaganda terjesztése miatt. 1989-ben büntetését nyolc évre mérsékelték, de a Spaçi börtönből való szabadulása után is házi őrizetben tartották. Szabadságát a kommunista kormány 1991-es bukásával nyerték vissza. Visszatért a Nemzeti Filmművészeti Központhoz (ma "Albfilm") és ott maradt 1993-ig, amikor is Magyarországra ment, hogy szociológiát tanuljon a Budapesti Egyetemen.
Miután visszatért Tiranába, a Helsinki Emberi Jogok Nemzetközi Szövetségének megfigyelője lett. 1997-ben, az albán zavargások idején önszáműzetésbe vonult, és Barcelonában telepedett le, ahol jelenleg is él. Miután tíz évig a Centre de Cultura Contemporània de Barcelona tanácsadója volt, szabadúszó író lett. Társával, Edlira Hoxhollival angol, spanyol és francia műveket is fordít albánra.